# Walther Pauer

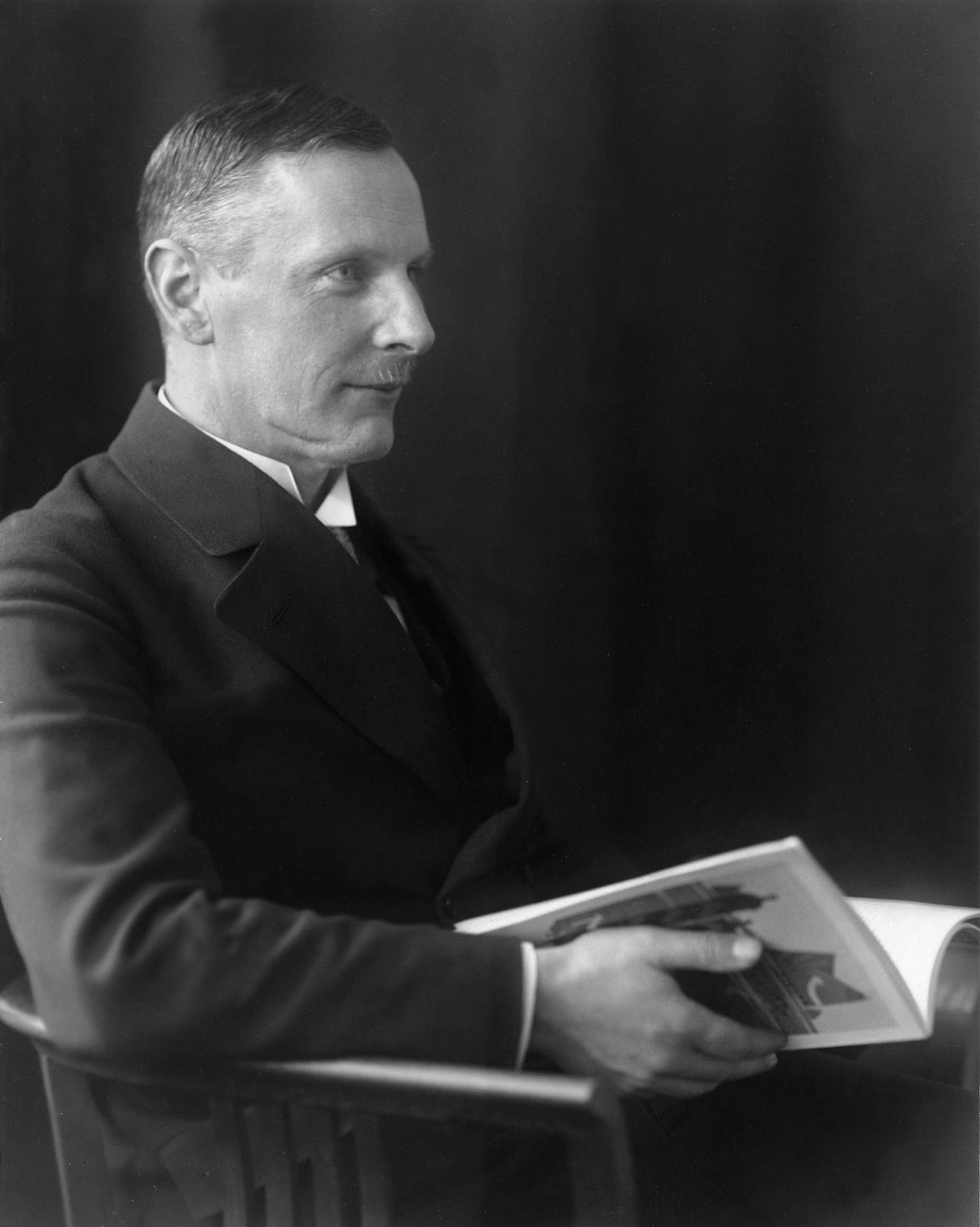
Walther Pauer um 1925

Walther Pauer (* 1. April 1887 in Regensburg; † 20. November 1971 in Dresden) war ein deutscher Energiewirtschaftler und Hochschullehrer.

## Leben

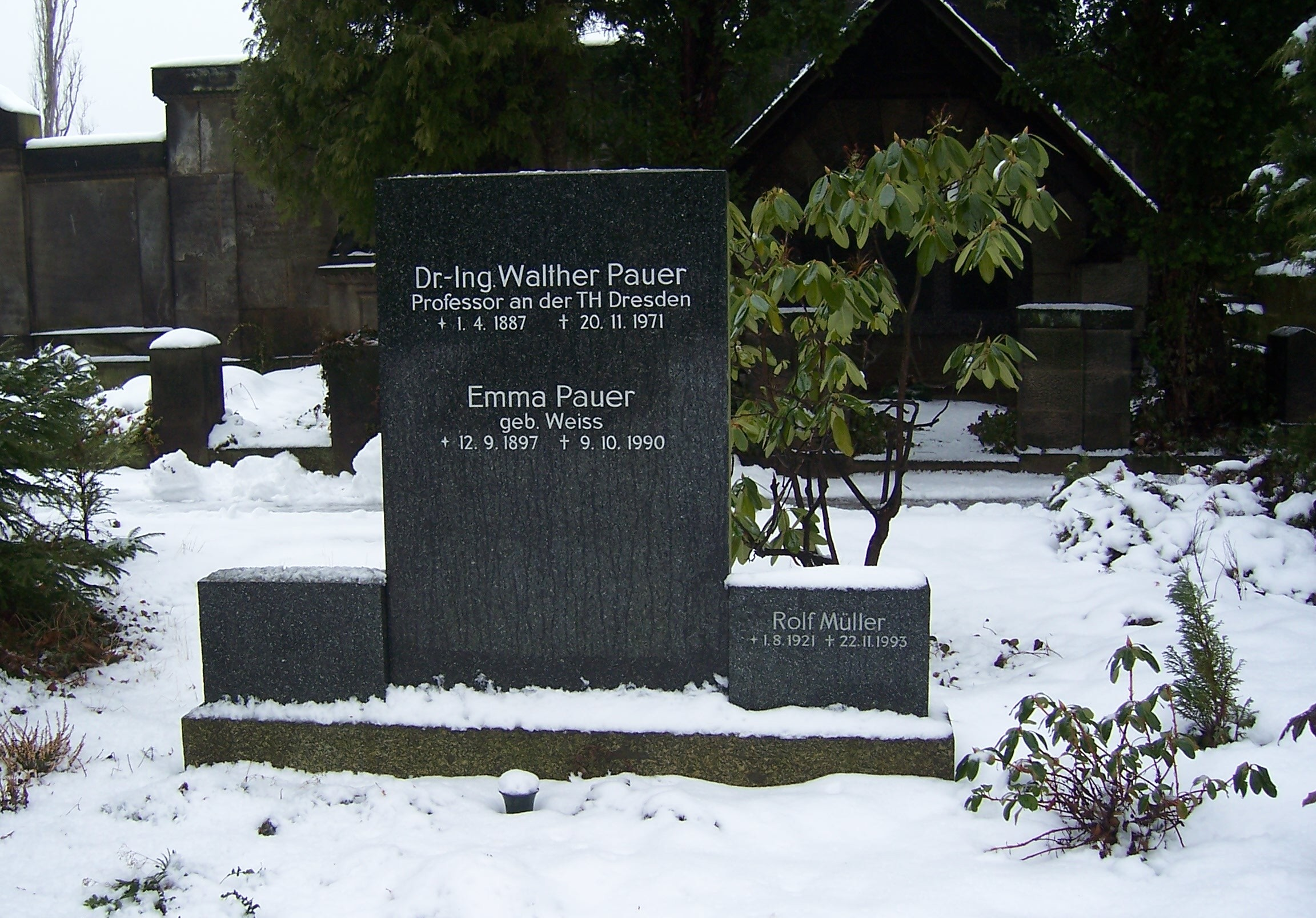
Grab Walther Pauers auf dem Äußeren Plauenschen Friedhof in Dresden

Walther Pauer wurde als Sohn des Gerbereibesitzers Friedrich Pauer und der Betty Kempf in Regensburg geboren. Nach seinem Abitur 1906 am humanistischen Alten Gymnasium am Ägidienplatz in Regensburg, der Vorläuferschule des Albertus-Magnus-Gymnasiums und dem Militärdienst als Einjährig-Freiwilliger, studierte er zwischen 1907 und 1911 an der TH München Maschinenbau und spezialisierte sich auf das Gebiet der Wärmetechnik. Während seines Studiums wurde er Mitglied des AGV München. Nach seinem Studium war er ab 1911 als Ingenieur in der Abteilung Dampfmaschinenbau bei MAN in Nürnberg. An der TH Dresden nahm er 1913 eine Assistentenstelle bei Adolph Nägel (1875–1939) am Lehrstuhl für Kolbenmaschinen an und besuchte Lehrveranstaltungen von Richard Mollier.
Walther Pauer nahm ab 1914 als Soldat am Ersten Weltkrieg teil und geriet in französische Kriegsgefangenschaft. Dort befasste er sich mit Fragen der Gegendruck- und Entnahmedampfmaschine. Nachdem seine schriftliche Ausarbeitung konfisziert worden war, stenographierte er seine Ergebnisse auf eine Rolle Toilettenpapier, die er nach der Entlassung aus der Gefangenschaft 1920 nach Deutschland schmuggelte. Er setzte seine Forschungsarbeit als Assistent und Adjunkt im Maschinenlaboratorium in Dresden fort und promovierte ebenda noch im gleichen Jahr mit seiner Arbeit Betrachtungen über Gegendruck- und Entnahmedampfmaschinen zum Dr.-Ing., die Habilitation erfolgte 1921 Über die Berechnung von Entnahmedampfmaschinen. Ein Jahr später lehrte Walther Pauer als außerordentlicher Professor für Wärmewirtschaft an der TH Dresden. Er wurde 1933 ordentlicher Professor für Wärmewirtschaft und Leiter des Instituts für Wärmetechnik und Wärmewirtschaft der TH Dresden. Er unterzeichnete im November 1933 das Bekenntnis der deutschen Professoren zu Adolf Hitler.
Das Heereswaffenamt strebte ab Ende 1939 eine verstärkte Einbindung deutscher Akademiker in die Entwicklung der Flüssigkeitsrakete Aggregat 4 an. Unter den 45 Mitarbeitern der TH Dresden, die in der Arbeitsgemeinschaft „Vorhaben Peenemünde“ eingebunden wurden, waren neben studentischen Hilfskräften und wissenschaftlichen Mitarbeitern mehrere Professoren, darunter Walther Pauer, Heinrich Barkhausen und Hellmut Frieser. Die Motivation an der Mitarbeit dieser propagandistisch wertvollen, strategisch letztlich unbedeutenden Waffe war in der Gruppe weit gestreut zwischen persönlicher Unabkömmlichstellung, wodurch der Krieg in der Heimat überstanden werden könnte, und dem Glauben an den Endsieg. Bei Pauer dürfte die „Entwicklung einer technisch komplexen Apparatur herausfordernd gewirkt haben“. Pauer arbeitete parallel zu Georg Beck, der 1940/41 die Dresdner Forschergruppe leitete, an einem Konzept für die Einspritzdüse, die für die Treibstoffzufuhr in die Brennkammer der Rakete notwendig war. Kriegsbedingt gelangten trotz Überlegenheit gegenüber vorhandener Technik weder Becks Entwurf einer Ringspaltdüse noch Pauers Bohrlochdüse in die Serienproduktion des Aggregats 4, allerdings konnte Pauer seine Konzepte in anderen wehrwissenschaftlichen Projekten verwenden, unter anderem bei der Entwicklung eines Torpedos mit Strahlantrieb zusammen mit den Kieler Walterwerken.

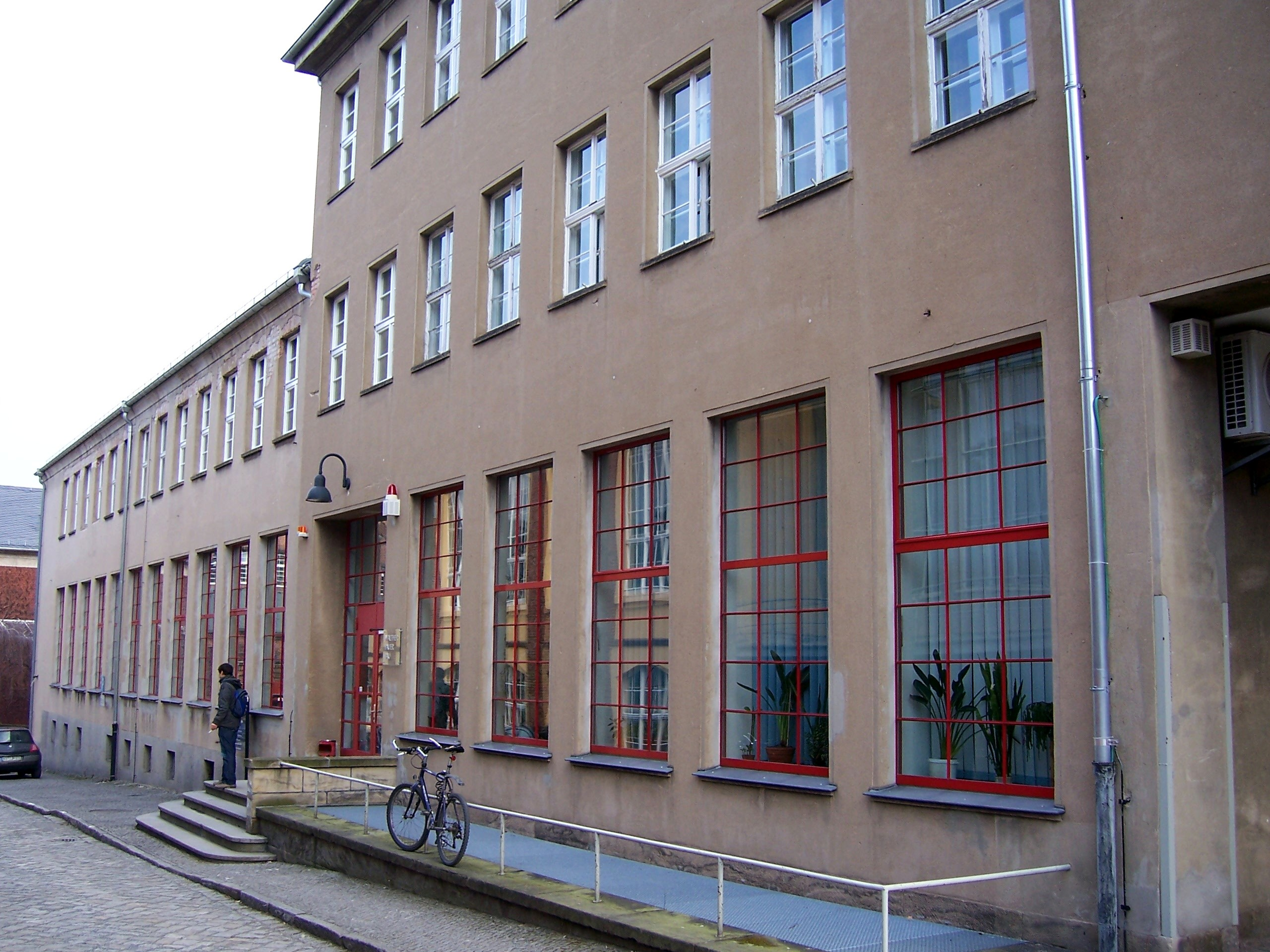
Walther-Pauer-Bau der Technischen Universität Dresden

Nach Ende des Zweiten Weltkriegs musste Pauer als Spezialist im Rahmen der Aktion Ossawakim im Herbst 1946 mit seiner Familie – aus seiner Ehe waren sechs Kinder hervorgegangen – in die Sowjetunion übersiedeln (Gorodomlija). Der dortige Aufenthalt stellte für ihn eine zunehmende psychische Belastung dar. Erst im Juni 1952 konnte er an die TH Dresden zurückkehren, wurde aber Anfang 1953 nochmals verhaftet und verhört.
Bis zu seiner Emeritierung im Jahr 1958 war er Professor mit Lehrstuhl für Energiewirtschaft und zeitgleich Leiter des gleichnamigen Instituts an der Technischen Hochschule Dresden. Seit 1955 war er Mitglied der Akademie der Wissenschaften der DDR, 1957 wurde ihm der Vaterländische Verdienstorden der DDR (Bronze) verliehen.
Walther Pauer starb 1971 im Alter von 84 Jahren nach langer und schwerer Krankheit in Dresden. Sein Grab befindet sich auf dem dortigen Äußeren Plauenschen Friedhof.
Seit 1924 hatte Walther Pauer an der TH Dresden das Heizkraftwerk der Hochschule betreut. Das inzwischen ehemalige Heizkraftwerk der TU Dresden erhielt 2004 den Namen „Walther-Pauer-Bau“.
Auf Betreiben von Pauers Nachfahren wurde die in der französischen Kriegsgefangenschaft beschriebene Toilettenpapierrolle, die wenig beachtet jedoch gut in seinem Dresdner Institut bewahrt war, in eine repräsentable Form gebracht und 2015 der Kostodie der TU Dresden zum Zweck einer dauerhaften Ausstellung übergeben.

## Werke
- Betrachtungen über Gegendruck- und Entnahmedampfmaschinen (1920)
- Energie-Speicherung (1928)
- Wärmewirtschaft. In: VDI-Jahrbuch (1936)
- Energiewirtschaft (1955)
- Einführung in die Kraft- und Wärmewirtschaft (1959)
- Einige grundsätzliche Fragen zur Raumheizung (1960)
- Grundlagen der Kraft- und Wärmewirtschaft (1970)